# 颱風愛茜 (1975年)
颱風愛茜（國際編號：7515，中國大陸編號：7514，聯合颱風警報中心：17W，菲律賓大氣地球物理和天文服務管理局：Mameng）為1975年太平洋颱風季第15個被命名的熱帶氣旋，亦是少數在10月正面吹襲香港的颱風。

## 發展過程
1975年10月9日，一熱帶低氣壓在關島西南偏西約740公里處形成，向西北偏西移動，並在10月10日加強為一強烈熱帶風暴，命名為愛茜。10月11日，愛茜加強成一颱風，並在之後一天內爆發性加強，其中心風速氣壓在24小時內下降69百帕斯卡至898百帕斯卡；中心風速則增加至每小時約240公里。隨後愛茜橫過巴斯海峽進入南中國海。其強度有所減弱，最高風速約為每小時205公里，環流直為555公里。進入南中國海以後，愛茜受向西伸展之熱帶副高引導，轉向較偏西方向移動，橫過南中國海北部。

## 影響

### 臺灣
當地發佈之颱風警報：海上陸上颱風警報

### 英屬香港[2]
- 當地懸掛之最高熱帶氣旋警告信號： 十號颶風信號
- 最接近當地位置：皇家香港天文台總部以南50公里

皇家香港天文台在10月12日晚上10時45分懸掛一號戒備信號，當時颱風愛茜集結於香港之東南偏東約740公里，以時速約14公里向西北偏西移動，趨向南海東北部。橫過巴斯海峽後，愛茜採取一個較為偏西的路徑。天文台在10月13日晚上8時正改掛三號強風信號取代戒備信號，當時愛茜集結於香港之東南偏東約350公里。雖然當時香港只普遍吹輕微至和緩偏西風，但預料愛茜仍然猛烈及可能在香港近距離掠過，天文台警告市民要完成防風措施。天文台在10月14日清晨4時30分改掛八號西北烈風或暴風信號，當時愛茜集結於香港之東南偏東約190公里。香港當時只吹和緩至清勁西北風。隨着愛茜日間移近，香港風力迅速增強，早上9時開始錄得烈風，當愛茜集結於香港之東南偏東約130公里。愛茜仍然非常有組織，繼續向西移動。天文台在早上11時正改掛九號烈風或暴風風力增強信號，表示香港風力將顯著增強，當時愛茜集結於香港之東南約70公里。隨着當日下午初期有明顯跡象風眼將掠過港島南部及香港水域，天文台在下午2時15分改掛十號颶風信號，當時離岸海域及高地吹颶風。愛茜於下午2時30分最接近香港，當時集結在天文台以南約50公里，以時速20公里向西移動。下午時份大老山錄得每小時130公里的風力，最高陣風為每小時180公里；赤柱則錄得每小時141公里的風力，最高陣風為每小時219公里。天文台總部的瞬時海平面氣壓在下午3時後下降至最低996.2百帕斯卡，在颱風過後迅速回升。
愛茜掠過香港以南後開始減弱。隨着愛茜開始移離，香港在下午後期轉吹偏東風，風勢開始緩和。天文台在下午5時05分改掛八號東南烈風或暴風信號取代十號颶風信號，當時愛茜集結於香港之西南偏南約50公里。隨後在晚上8時10分再改掛三號強風信號，當時愛茜集結於香港之西南約70公里。10月14日晚間，愛茜回復一個西北偏西的路徑，並進一步減弱成一熱帶風暴。當晚10時過後，它橫過香港之西南偏西約110公里的華南沿岸。香港風力繼續減弱，所有信號在10月15日凌晨2時正除下，當時風暴集結在香港以西約150公里。隨着一股清涼的東北季候風開始影響華南沿岸，愛茜於隨後一小時減弱成一熱帶低氣壓，最後於清晨在香港以西約190公里的內陸消散。
愛茜吹襲前，10月12至13日香港天晴炎熱。10月14日早上轉為多雲，有零散驟雨，日間雨勢變得較為頻密及有狂風。隨着愛茜更接近香港，下午初期開始有大雨。當愛茜掠過香港以南時，雨勢在中午至下午2時之間最大。隨着愛茜移離香港，下午稍後雨勢稍為減弱。10月15日仍然密雲，有微雨，間中有狂風驟雨。因開始受東風潮影響，翌日天氣未有大幅轉好。
受愛茜影響，香港有5艘遠洋船隻拖錨，陸上有46人為雜物及倒塌棚架所傷，但無人死亡，超過1000人進入避風中心。

### 葡屬澳門
- 當地懸掛之最高熱帶氣旋信號：  九號風球
- 最接近當地位置：澳門以南28公里

愛茜掠過香港以南後，以近乎正西繼續移動，並減弱為強烈熱帶風暴，10月14日晚最接近澳門時，距離氣象台總部南面只有28公里，氣象台連續第三年懸掛九號風球，當日澳門錄得雨量為91.8毫米，襲澳期間引致輕微財物損毀，但無傷亡。

## 熱帶氣旋警告使用紀錄

### 英屬香港
| 皇家香港天文台 熱帶氣旋警告信號 | 皇家香港天文台 熱帶氣旋警告信號 | 皇家香港天文台 熱帶氣旋警告信號 |
| ------------------------------- | ------------------------------- | ------------------------------- |
| 上一熱帶氣旋                    | 八號西北烈風或暴風信號          | 下一熱帶氣旋                    |
| 颱風黛蒂                        | 八號西北烈風或暴風信號          | 強烈熱帶風暴愛娜斯              |
| 颱風嘉曼                        | 九號烈風或暴風風力增強信號      | 颱風荷貝                        |
| 颱風露絲                        | 十號颶風信號                    | 颱風荷貝                        |
| 颱風嘉曼                        | 八號東南烈風或暴風信號          | 強烈熱帶風暴嘉麗                |
| 颱風伊蘭                        | 八號烈風或暴風信號              | 強烈熱帶風暴嘉麗                |

### 葡屬澳門
| 澳門氣象台 熱帶氣旋信號 | 澳門氣象台 熱帶氣旋信號 | 澳門氣象台 熱帶氣旋信號 |
| ----------------------- | ----------------------- | ----------------------- |
| 上一熱帶氣旋            | 九號風球                | 下一熱帶氣旋            |
| 颱風嘉曼                | 九號風球                | 颱風荷貝                |

## 註解
1. ↑  西北太平洋上曾有多個熱帶氣旋以愛茜(Elsie)命名，以下指1975年出現的颱風愛茜。
2. ↑   (PDF).   [2015-08-01]. （原始内容 (PDF)存档于2019-10-23）. （页面存档备份，存于）